# Gymnocephalus
Gymnocephalus is een geslacht van straalvinnige vissen uit de familie van de echte baarzen (Percidae). Het geslacht is voor het eerst wetenschappelijk beschreven in 1793 door Bloch.

## Soorten
- Gymnocephalus acerina (Gmelin, 1789)
- Gymnocephalus ambriaelacus Geiger & Schliewen, 2010
- Gymnocephalus baloni Holčík & Hensel, 1974
- Gymnocephalus cernua (Linnaeus, 1758) – Pos
- Gymnocephalus schraetser (Linnaeus, 1758)